# 普拉泰拉
普拉泰拉（義大利語：Pratella），是意大利卡塞塔省的一个市镇。总面积34平方公里，人口1651人，人口密度48.6人/平方公里（2009年）。ISTAT代码为061064。